# San Marino op de Olympische Jeugdzomerspelen 2010
San Marino nam deel aan de Olympische Jeugdzomerspelen 2010 in Singapore, de eerste editie van de Olympische Jeugdspelen.

## Deelnemers en resultaten
(m) = mannen, (v) = vrouwen 

### Judo
| Olympiër        | Discipline    | Resultaat | Prestatie                                                                              |
| --------------- | ------------- | --------- | -------------------------------------------------------------------------------------- |
| Paolo Persoglia | tot 66 kg (m) | 1e ronde  | 1R: verloor van ARM Davit Ghazaryan 1R herkansing: verloor van IRI Farshid Ghasemi Asl |

### Schietsport
| Olympiër         | Discipline            | Resultaat | Prestatie                              |
| ---------------- | --------------------- | --------- | -------------------------------------- |
| Elia Andruccioli | 10 m luchtpistool (m) | 16e       | 554 punten 554-13x (95-90-91-92-95-91) |

### Tafeltennis
| Olympiër                                                  | Discipline    | Resultaat | Prestatie |
| --------------------------------------------------------- | ------------- | --------- | --- |
| Letizia Giradi                                            | enkelspel (v) | 1e        | 1e ronde groep E: (4e) 0-3 NED Britt Eerland (3-11, 6-11, 2-11) 0-3 BLR Katsiaryna Baravok (5-11, 9-11, 5-11) 0-3 ROU Bernadette Szocs (4-11, 5-11, 3-11) 2e ronde groep HH: (3e) 0-3 PUR Carelyn Cordero (7-11, 4-11, 9-11) 3-0 ALG Islem Laid (trok zich terug) 0-3 GBR Alice Loveridge (6-11, 5-11, 8-11) |
|                                                           |               |           | |
| Letizia Giradi + MAW Patrick Massah (Intercontinentaal-4) | gemengd team  | 1e ronde  | 1e ronde groep B: (4e) 0-3 Hongarije LG 0-3 Mercedes Nagyvardi (6-11, 3-11, 5-11) PM 0-3 Tamas Lakates (2-11, 7-11, 6-11) GD 0-3 (2-11, 1-11, 6-11) 1-3 Europa-5 LG 1-3 BLR Katsiaryna Baravok (5-11, 5,11,11-9, 8-11) PM 0-3 CZE Ondrej Bajger (3-11, 5-11, 4-11) GD 0-3 (11-13, 3-11, 4-11) 0-3 Zuid-Korea LG 0-3 Yang Ha-eun (1-11, 3-11, 3-11) PM 0-3 Kim Dong-hyun (3-11, 2-11, 3-11) GD 0-3 (1-11, 2-11, 4-11) 2e ronde (B fase) 1R: 2-0 NED (NED niet aangetreden) 2R: 0-2 IND LG 0-3 Malika Bhandarkar (3-11, 8-11, 8-11) PM 0-3 Avik Das (3-11, 5-11, 6-11) |

### Zeilen
| Olympiër          | Discipline | Resultaat | Prestatie                                                 |
| ----------------- | ---------- | --------- | --------------------------------------------------------- |
| Matilde Simoncini | dinghy (v) | 26e       | 227 punten (285-58) (16-27-15-27-20-23-31-23-26-21-23-23) |

Afghanistan · Albanië · Algerije · Amerikaanse Maagdeneilanden · Amerikaans-Samoa · Andorra · Angola · Antigua en Barbuda · Argentinië · Armenië · Aruba · Australië · Azerbeidzjan · Bahama's · Bahrein · Bangladesh · Barbados · België · Belize · Benin · Bermuda · Bhutan · Bolivia · Bosnië en Herzegovina · Botswana · Brazilië · Britse Maagdeneilanden · Brunei · Bulgarije · Burkina Faso · Burundi · Cambodja · Canada · Centraal-Afrikaanse Republiek · Chili · China · Chinees Taipei · Colombia · Comoren · Congo-Brazzaville · Congo-Kinshasa · Cookeilanden · Costa Rica · Cuba · Cyprus · Denemarken · Djibouti · Dominica · Dominicaanse Republiek · Duitsland · Ecuador · Egypte · El Salvador · Equatoriaal-Guinea · Eritrea · Estland · Ethiopië · Fiji · Filipijnen · Finland · Frankrijk · Gabon · Gambia · Georgië · Ghana · Grenada · Griekenland · Groot-Brittannië · Guam · Guatemala · Guinee · Guinee‑Bissau · Guyana · Haïti · Honduras · Hongarije · Hongkong · Ierland · IJsland · India · Indonesië · Irak · Iran · Israël · Italië · Ivoorkust · Jamaica · Japan · Jemen · Jordanië · Kaaimaneilanden · Kaapverdië · Kameroen · Kazachstan · Kenia · Kirgizië · Kiribati · Koeweit · Kroatië · Laos · Lesotho · Letland · Libanon · Liberia · Libië · Liechtenstein · Litouwen · Luxemburg · Macedonië · Madagaskar · Malawi · Malediven · Maleisië · Mali · Malta · Marshalleilanden · Marokko · Mauritanië · Mauritius · Mexico · Micronesië · Moldavië · Monaco · Mongolië · Montenegro · Mozambique · Myanmar · Namibië · Nauru · Nederland · Nederlandse Antillen · Nepal · Nicaragua · Nieuw-Zeeland · Niger · Nigeria · Noord-Korea · Noorwegen · Oeganda · Oekraïne · Oezbekistan · Oman · Oostenrijk · Oost‑Timor · Pakistan · Palau · Palestina · Panama · Papoea-Nieuw-Guinea · Paraguay · Peru · Polen · Portugal · Puerto Rico · Qatar · Roemenië · Rusland · Rwanda · Saint Kitts en Nevis · Saint Lucia · Saint Vincent en Grenadines · Salomonseilanden · Samoa · San Marino · Sao Tomé en Principe · Saoedi-Arabië · Senegal · Servië · Seychellen · Sierra Leone · Singapore · Slovenië · Slowakije · Soedan · Somalië · Spanje · Sri Lanka · Suriname · Swaziland · Syrië · Tadzjikistan · Tanzania · Thailand · Togo · Tonga · Trinidad en Tobago · Tsjaad · Tsjechië · Tunesië · Turkije · Turkmenistan · Tuvalu · Uruguay · Vanuatu · Venezuela · Verenigde Arabische Emiraten · Verenigde Staten · Vietnam · Wit-Rusland · Zambia · Zimbabwe · Zuid-Afrika · Zuid-Korea · Zweden · Zwitserland